# Harbor Freeway (métro de Los Angeles)
Harbor Freeway est une station du métro de Los Angeles desservie par les rames de la ligne C et située dans le quartier de Vermont Vista à South Los Angeles.

## Localisation
Station du métro de Los Angeles, Harbor Freeway est située sur la ligne C dans les environs de l'échangeur des Interstate 105 et Interstate 110 à South Los Angeles.

## Histoire
La station est mise en service le 12 août 1995, lors de l'ouverture de la ligne.

## Service

### Accueil

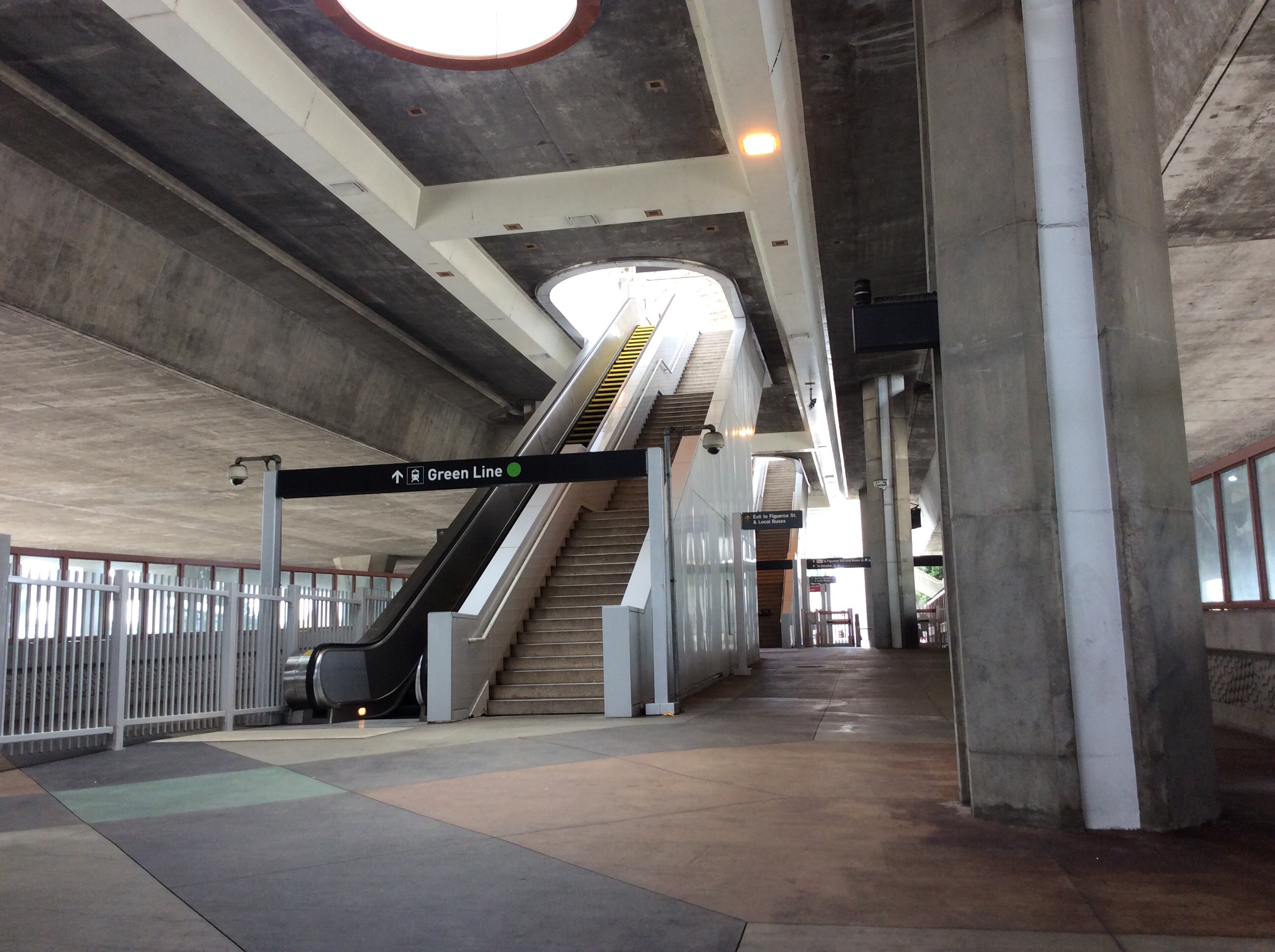
Accès au quai.
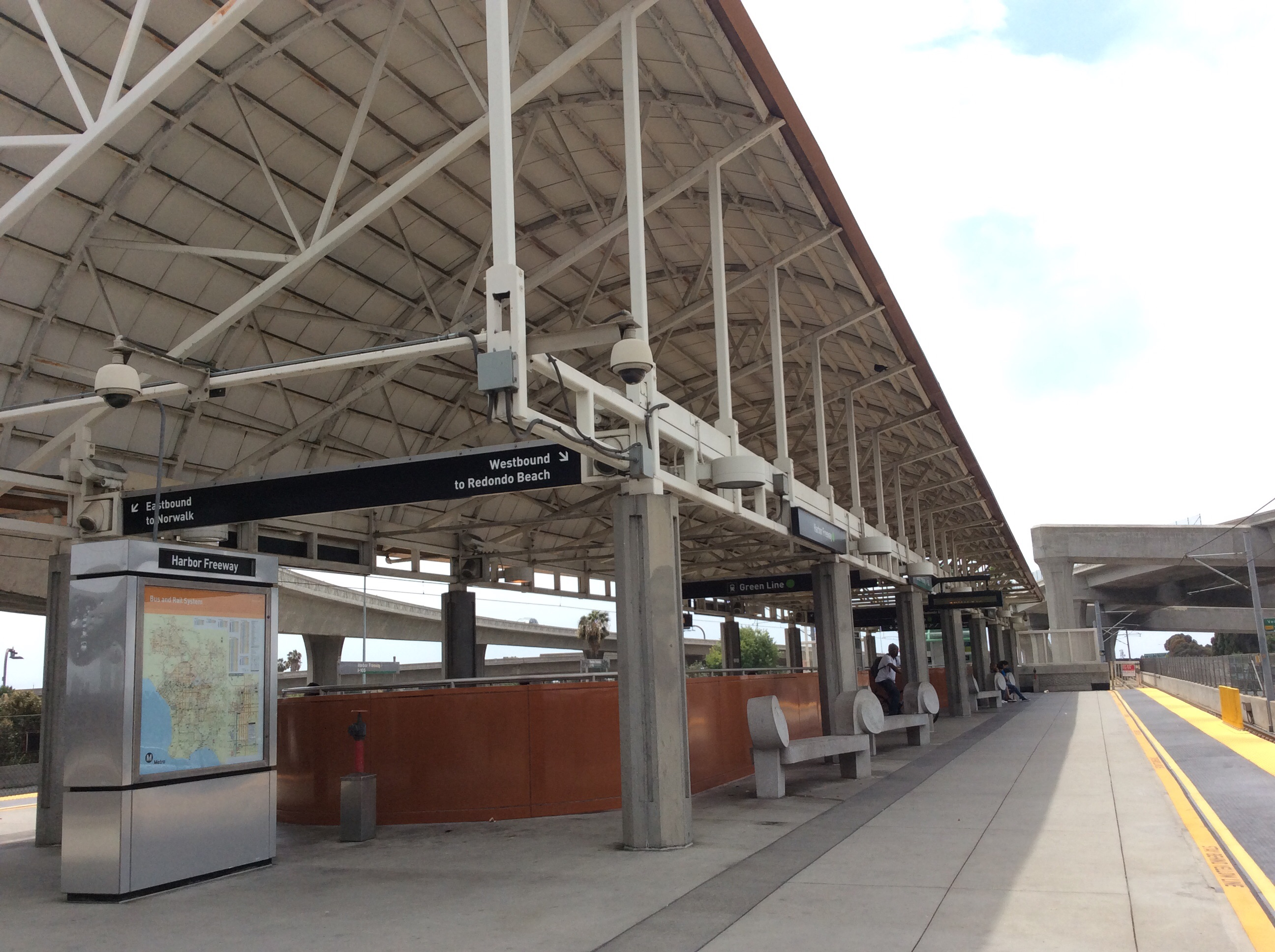
Plateforme de la station.
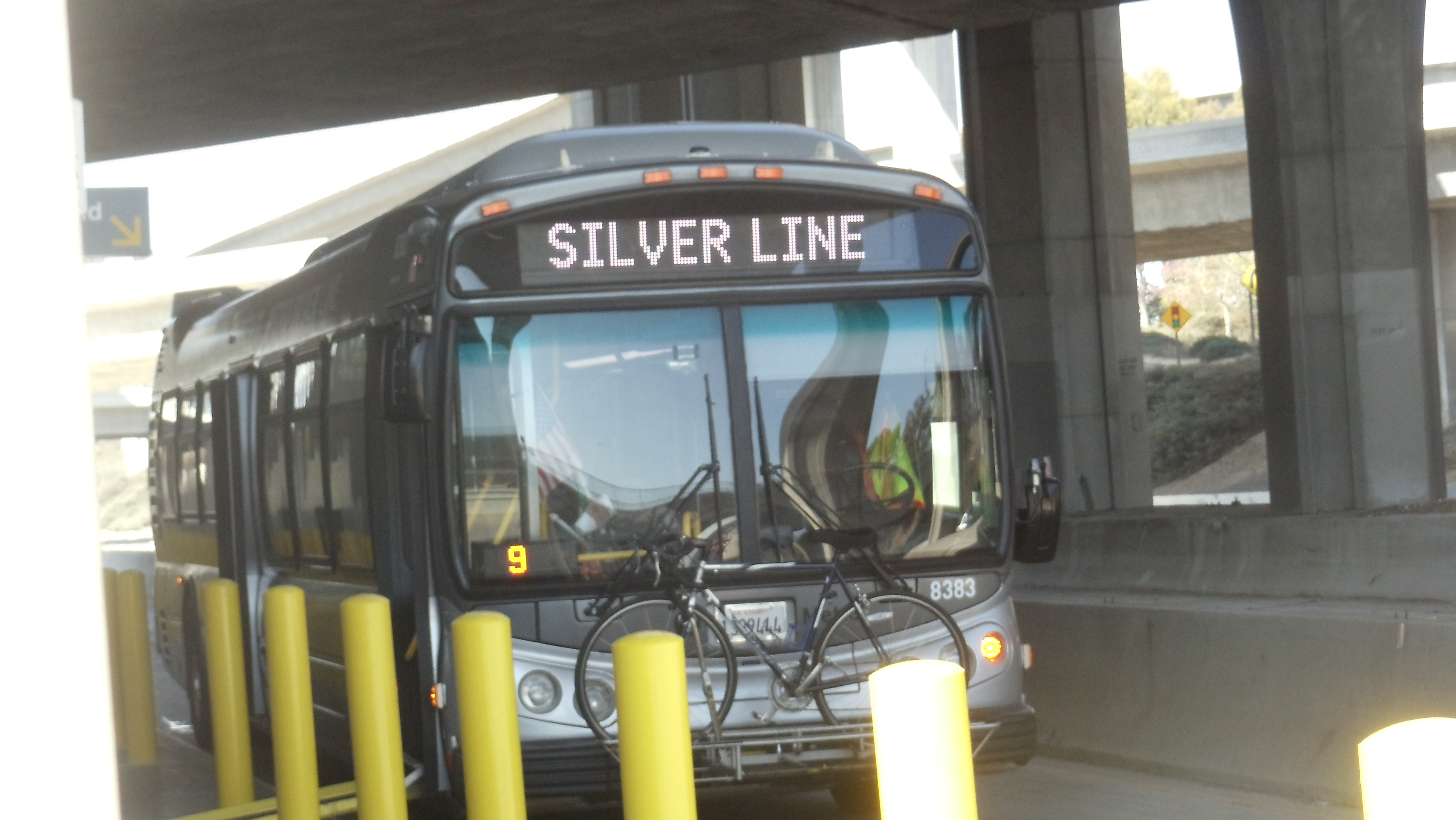
Harbor Freeway est aussi desservie par la ligne de BHNS J (argentée).

### Desserte
Harbor Freeway est desservie par les rames de la ligne C du métro.

### Intermodalité
La station est également desservie par la ligne J du réseau de bus à haut niveau de service. Les deux lignes de cet axe à haut niveau de service sont accessibles sous l'échangeur Judge Harry Pregerson. Les lignes d'autobus 45, 81, 120, 550 et 745 de Metro desservent également cette station.

## Architecture et œuvres d'art
La station comprend une œuvre de l'artiste Steve Appleton.